# شهرداری مالپیلس
شهرداری مالپیلس (به لاتین: Mālpils Municipality) یک شهرداری در لتونی است. شهرداری مالپیلس ۴٬۱۰۳ نفر جمعیت دارد.